# 朝鮮人民軍第1軍
朝鲜人民军第1军是朝鲜人民军陆军的一个军，组建于1950年，当时下辖朝鲜人民军第6师。曾参与朝鲜战争第三次汉城战役、釜山环形防御圈战役。现驻扎于江原道淮阳郡。

## 历任军长
- 李权武，1950年
- 朴孝三
- 崔仁德，1975年1月
- 全載善，1994年2月
- 张正男，2012年12月

## 政治委员
- 金龙渊，1966年